# Óbudai temető
Az Óbudai temető Budapest III. kerületében, az Arany-hegy és Testvér-hegy lábánál fekvő köztemető. Igazi történelmi múltja nincs, de számos híres, közismert személy (lásd alább) nyugszik benne.

## Területe
A temetőt a Bécsi út, Pomázi út és az Aranyhegyi-patak által határolt háromszög alakú sík területen alakították ki. Jelenlegi területe 25,4 hektár, az 1960-as évek elején történt bővítéssel együtt. Az 1922 óta fennálló és ma is működő izraelita temető beékelődik területébe.
Az Óbudai temető sajátos elrendezési formáját a köröndökbe torkolló háromszög alakú parcellák alkotják. A parcellák között 40 és 60 éves kőrisek, juhar- és hársfák, valamint vadgesztenyefasorok találhatóak. A legöregebb fái a 80-90 éves vadgesztenyefasorban láthatóak.
A temetőben 60-70 éves sírok is találhatóak. A kegyeleti park közepén Mészáros Mihály szobrászművész alkotása látható, az örök élet jelképe: egy tűzből újjáéledő főnixmadár.
Óbudához tartozik szervezetileg a Békás-Ófalu lezárt régi temető teljes felszámolása után. Egyetlen megmaradt építménye a bejáratnál lévő kápolna.

## Története

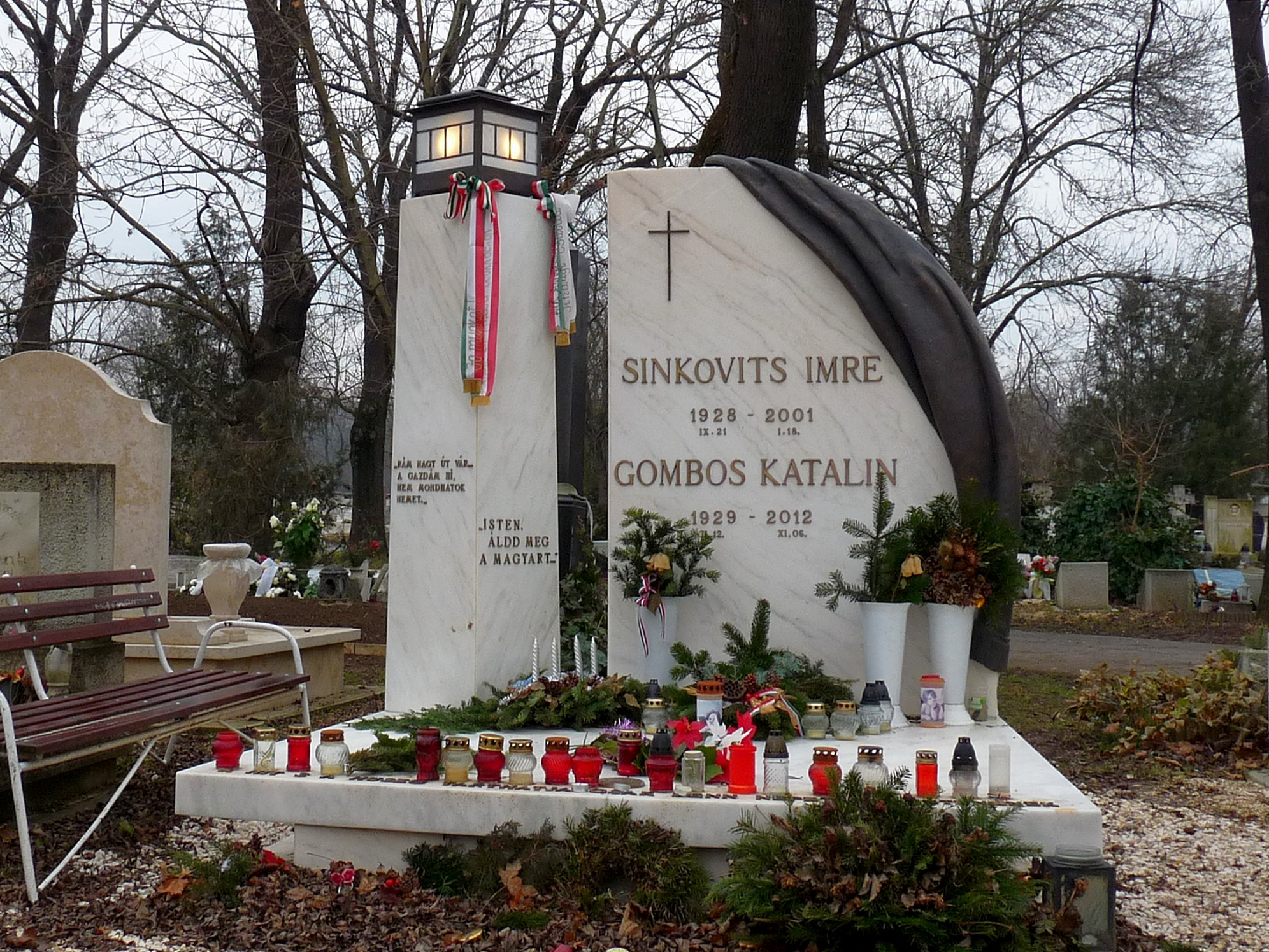
Sinkovits Imre, a nemzet színésze és felesége, Gombos Katalin sírja

A századfordulóig szinte kizárólag svábok lakta Óbuda lakossága számára 1910-ben nyitották meg az óbudai új temetőt, mai nevén Óbudai temetőt. Korábban – a 18. és 19. században – különböző felekezeti temetők működtek a helyén és környékén. Megnyitása után több család áthozatta az elhunytjait az új temetőbe.
1910-es kialakításakor három részre osztották, amiből egyet a zsidó vallásúkanak kívántak adni. Végül az északi harmadban került kialakításra 1922-ben az Óbudai zsidó temető.
A ravatalozót 1930-ban építették. A főbejáraton belüli tér meghatározó eleme az 1931-ben épült római katolikus kápolna.
1987-ben nyílt meg az első olyan parcella, amelyik hant nélkül sírhelyekből áll. Az 1992-ben megépült szóró parcella új temetkezési formára adott lehetőséget.
1998-ban megépült a főbejárattal szemben a kegyeleti park, ahol a temetőlátogató gyertyát gyújthat, virágot helyezhet el elhunyt hozzátartozói emlékére.

## Képgaléria

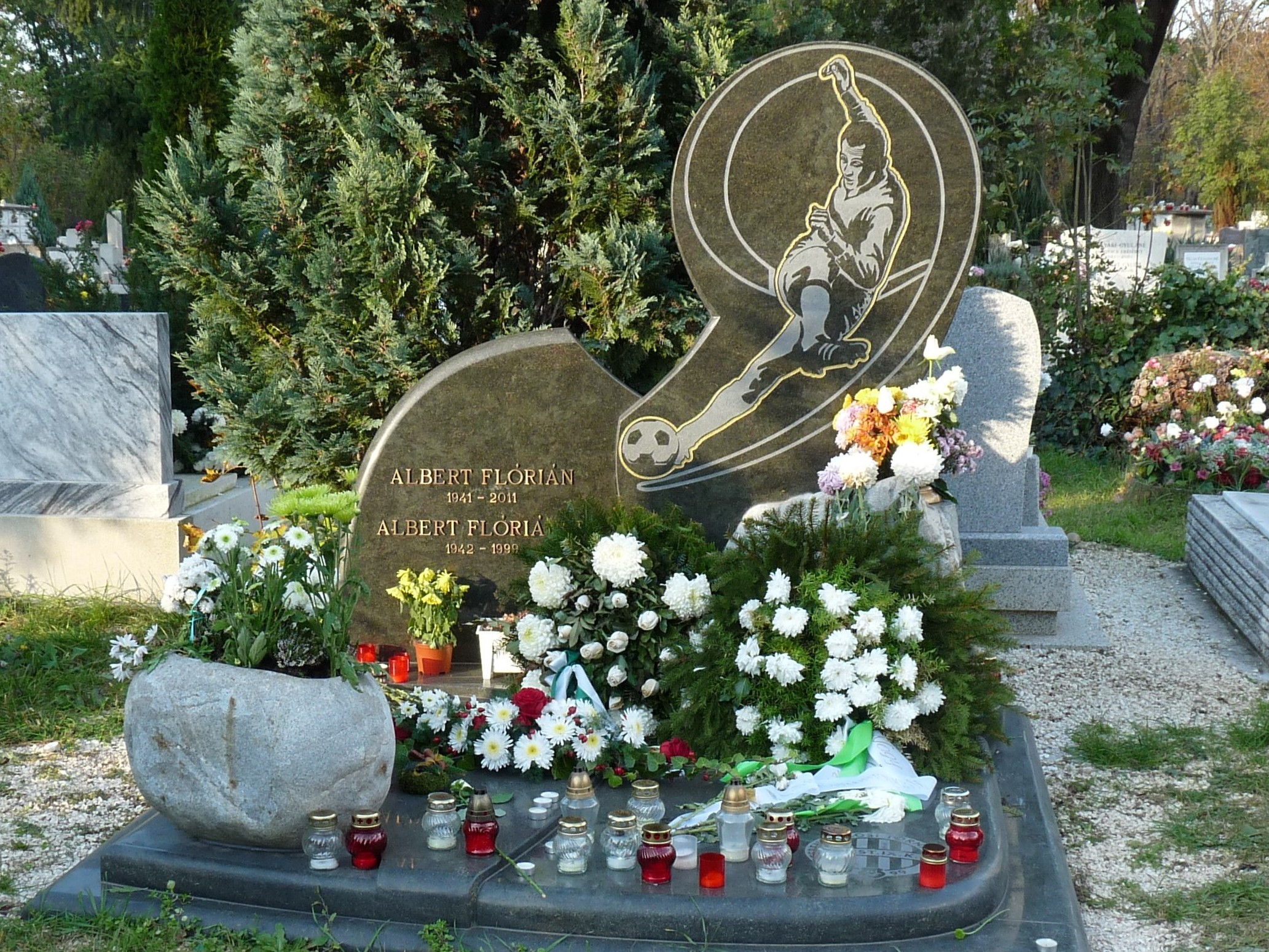
Albert Flórián labdarúgó sírja
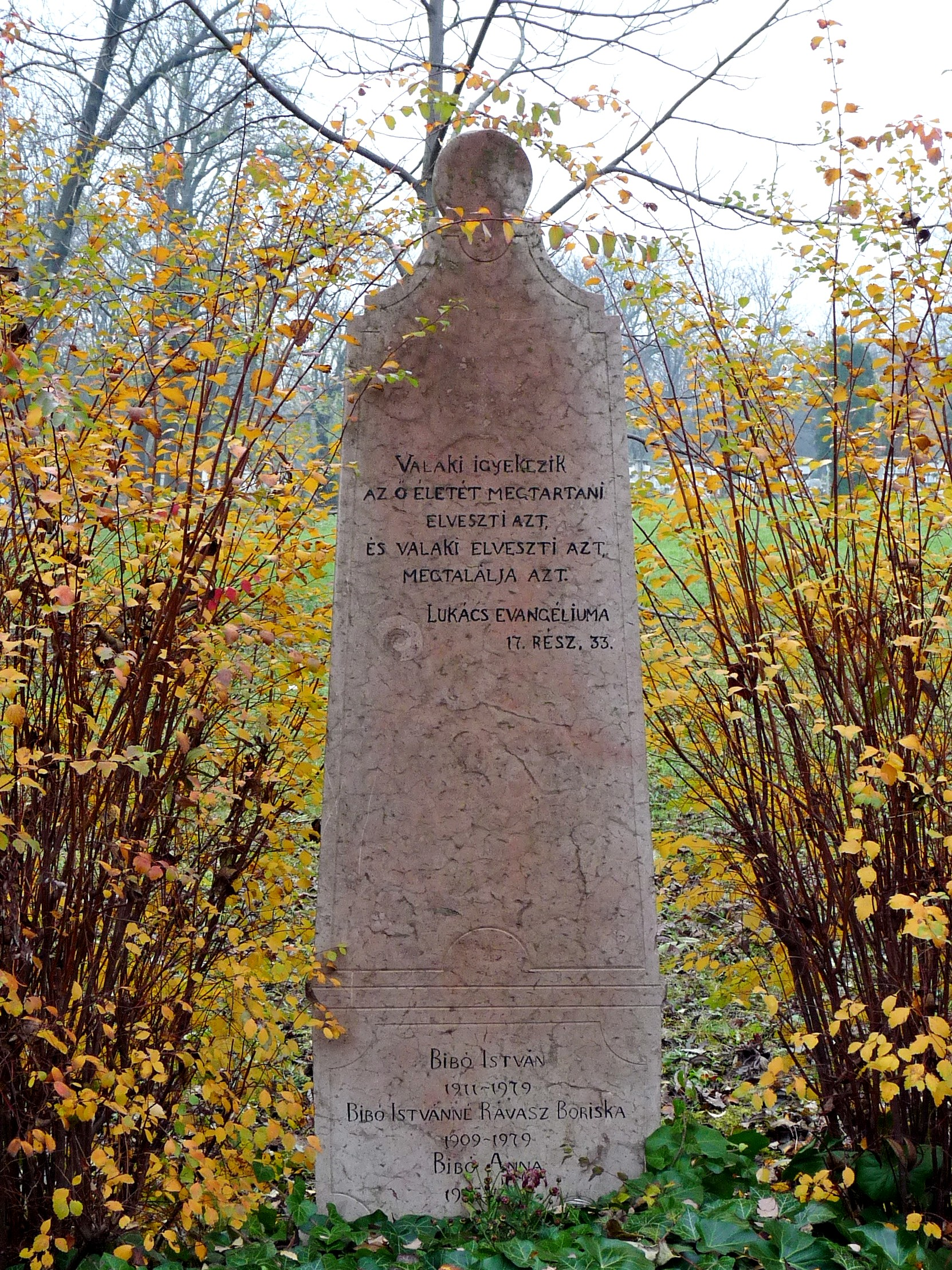
Bibó István politikus sírja
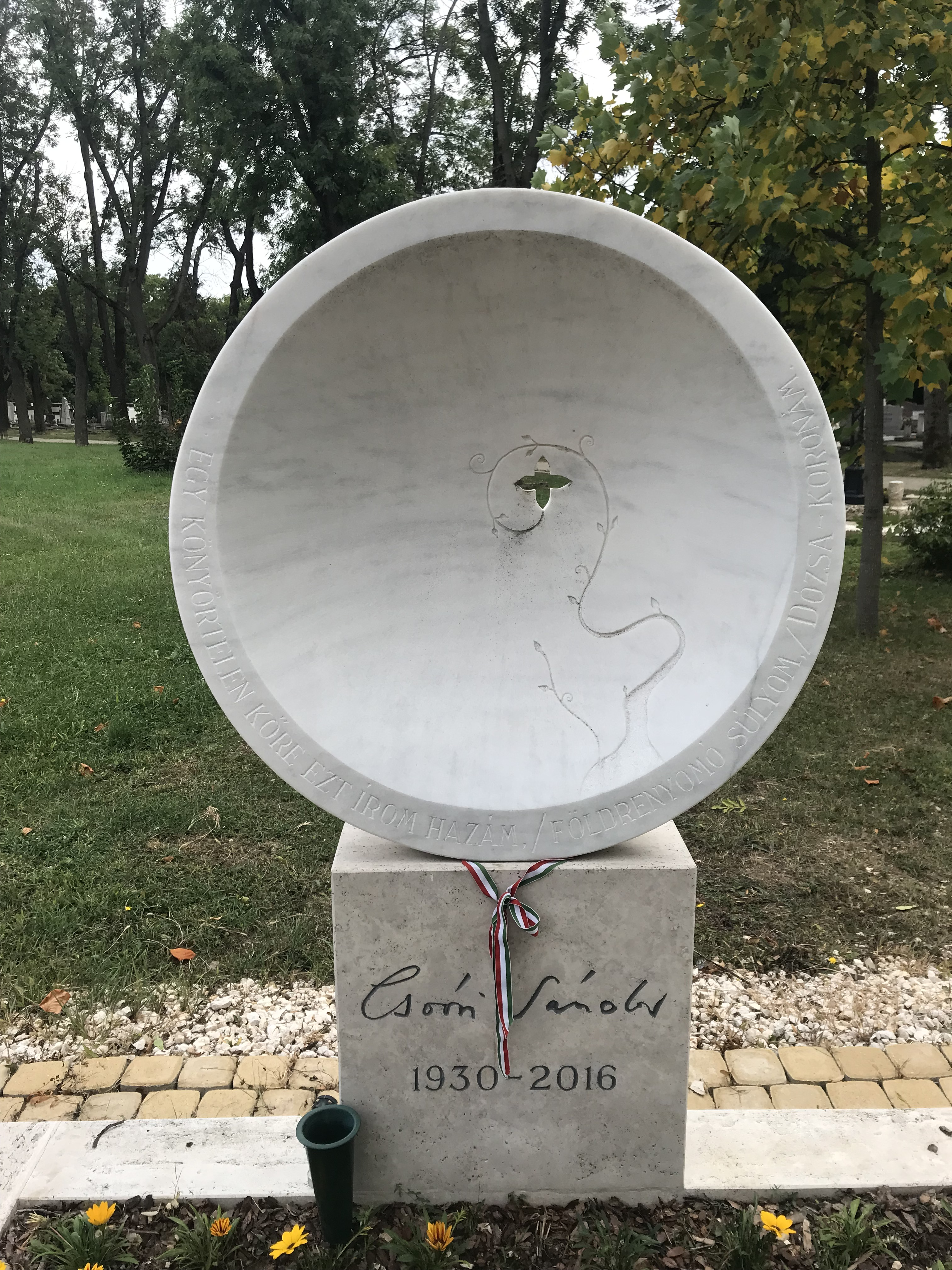
Csoóri Sándor költő sírja
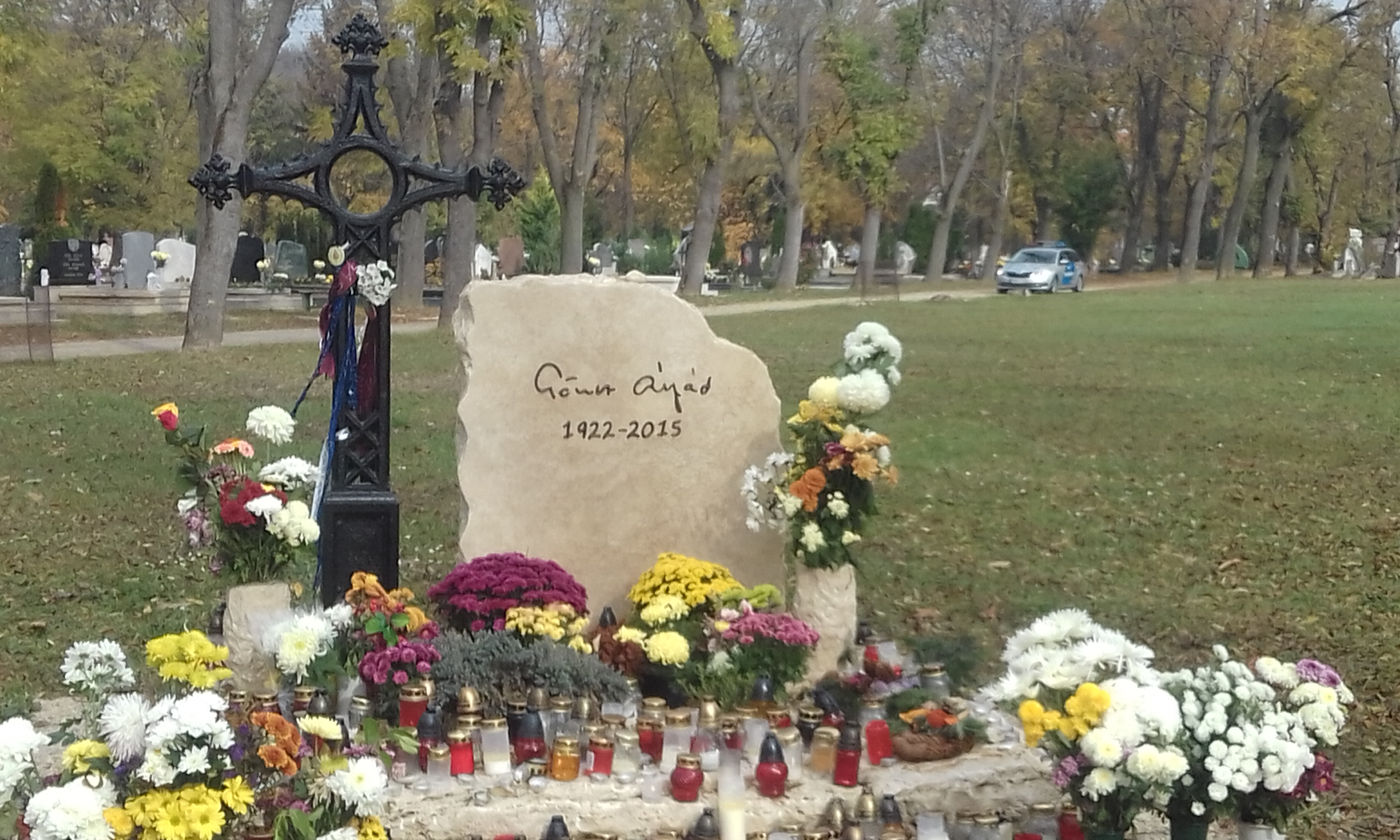
Göncz Árpád sírja
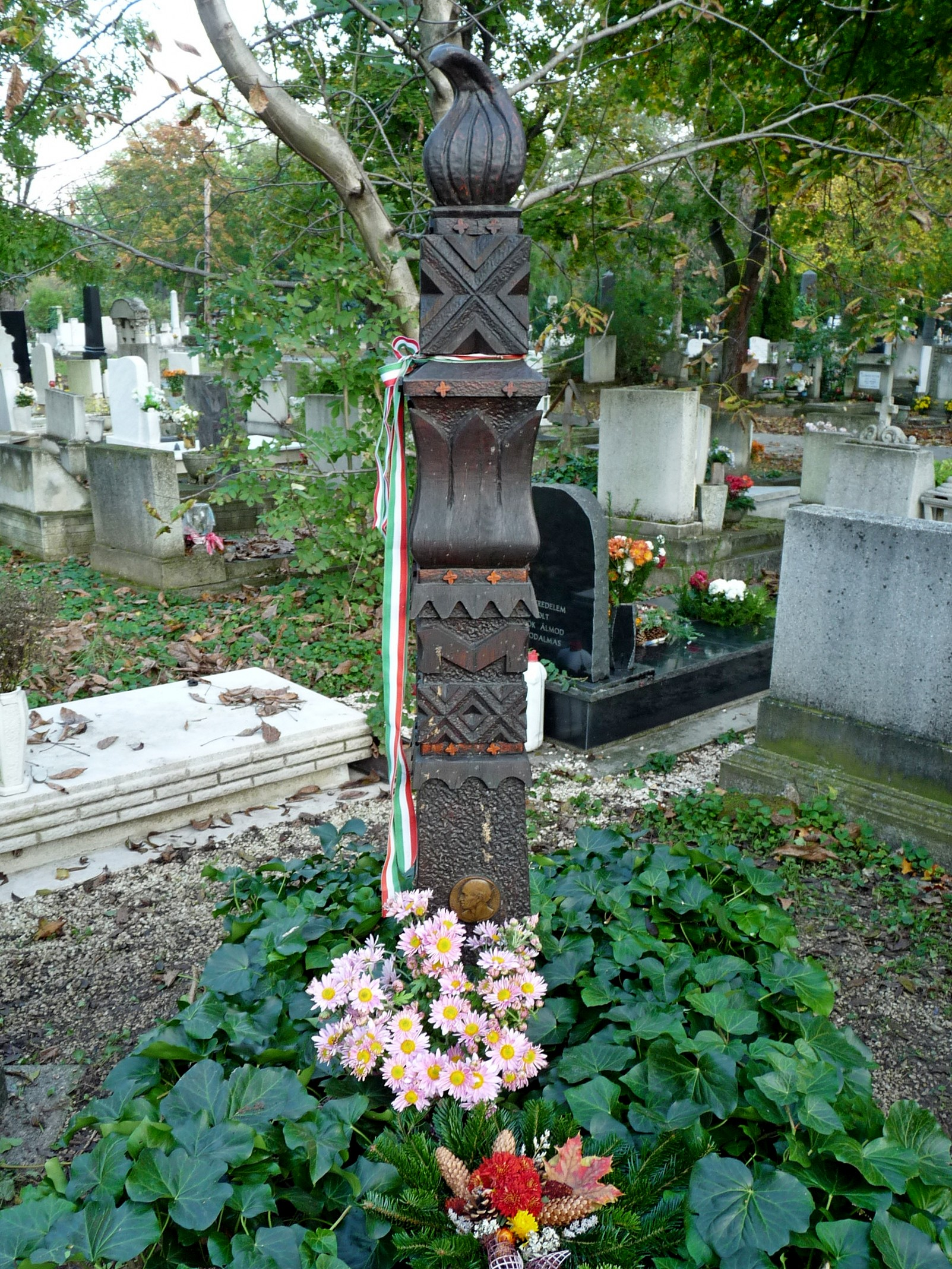
Ugray György szobrász sírja
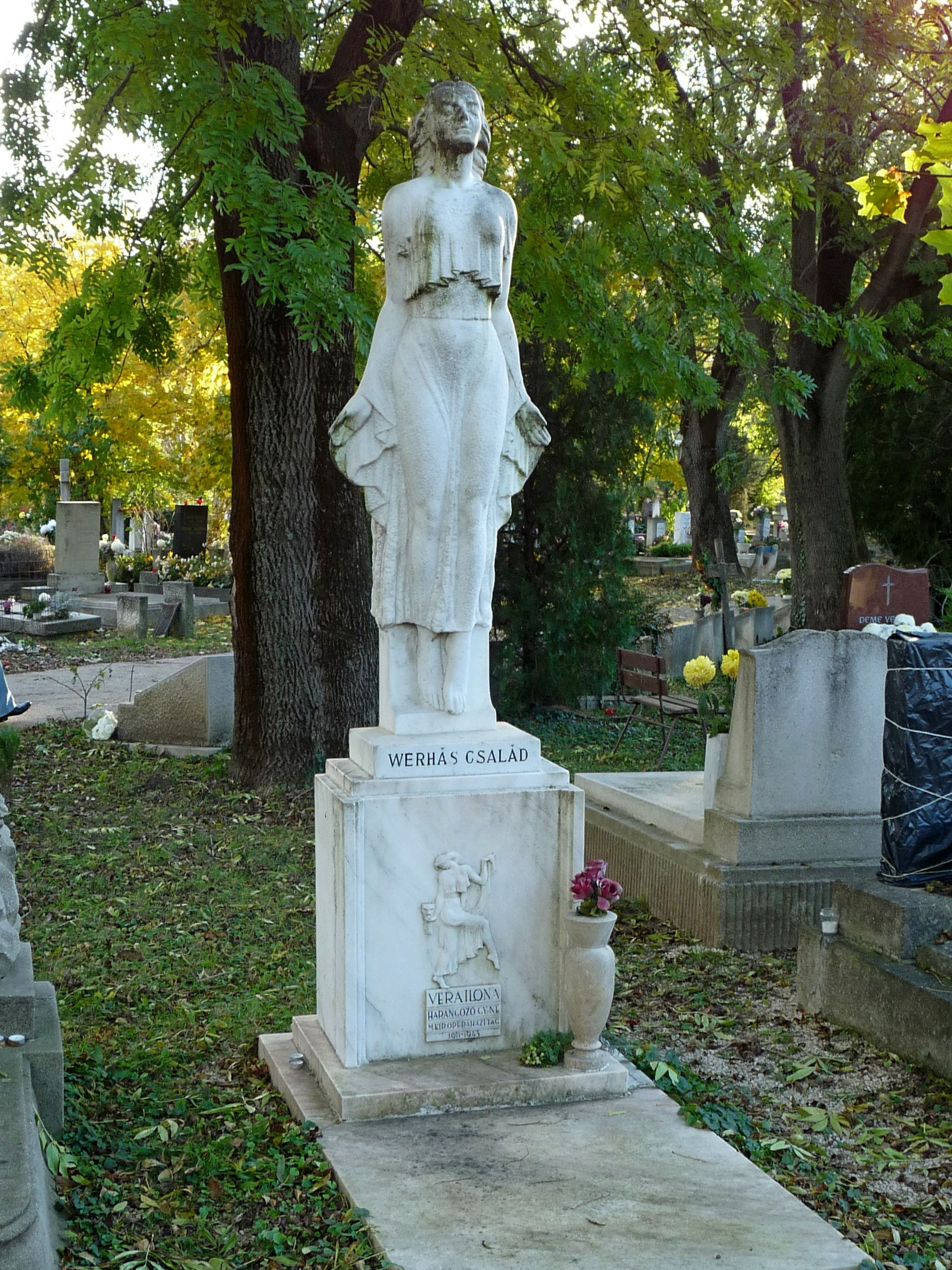
Vera Ilona táncművész sírja
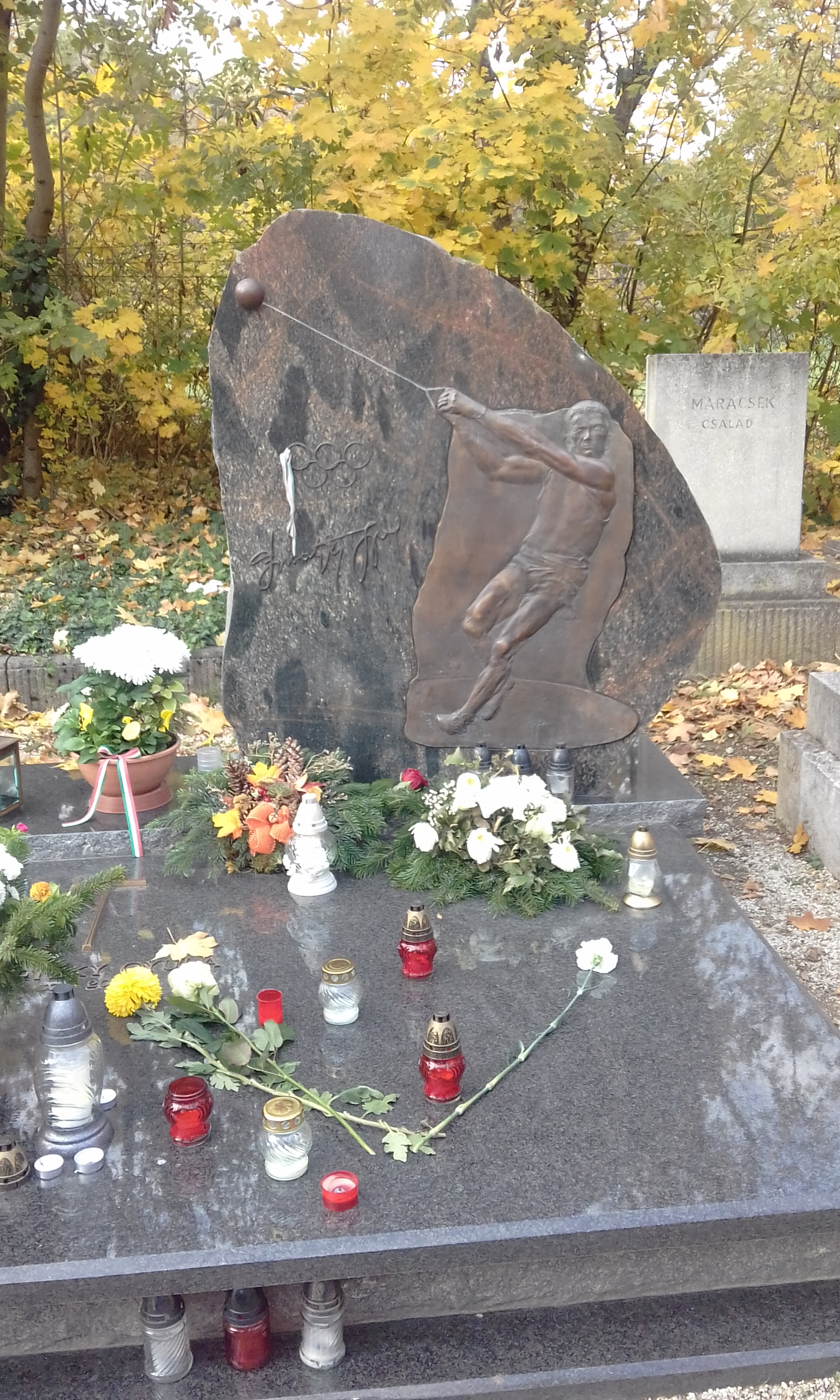
Zsivótzky Gyula kalapácsvető olimpikon sírja